# Comatella nigra
Comatella nigra är en sjöliljeart som först beskrevs av Carpenter 1888.  Comatella nigra ingår i släktet Comatella och familjen Comasteridae. Inga underarter finns listade i Catalogue of Life.